# Gibberula chudeaui
Gibberula chudeaui is een slakkensoort uit de familie van de Cystiscidae. De wetenschappelijke naam van de soort is voor het eerst geldig gepubliceerd in 1910 door Bavay in Dautzenberg.